# روشتس (استان ووتسکی)
روشتس (به لهستانی:  Rusiec) یک روستا در لهستان است که در گمینا روشتس واقع شده‌است. روشتس ۱٬۵۰۰ نفر جمعیت دارد.